# Torneo de póquer

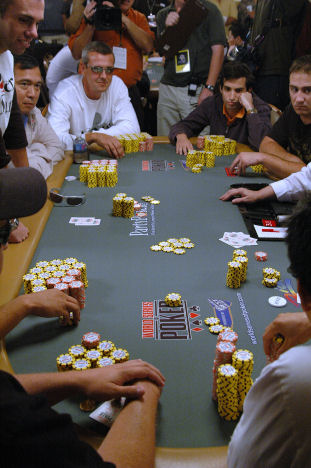
Evento principal de la Serie Mundial de Poker 2006

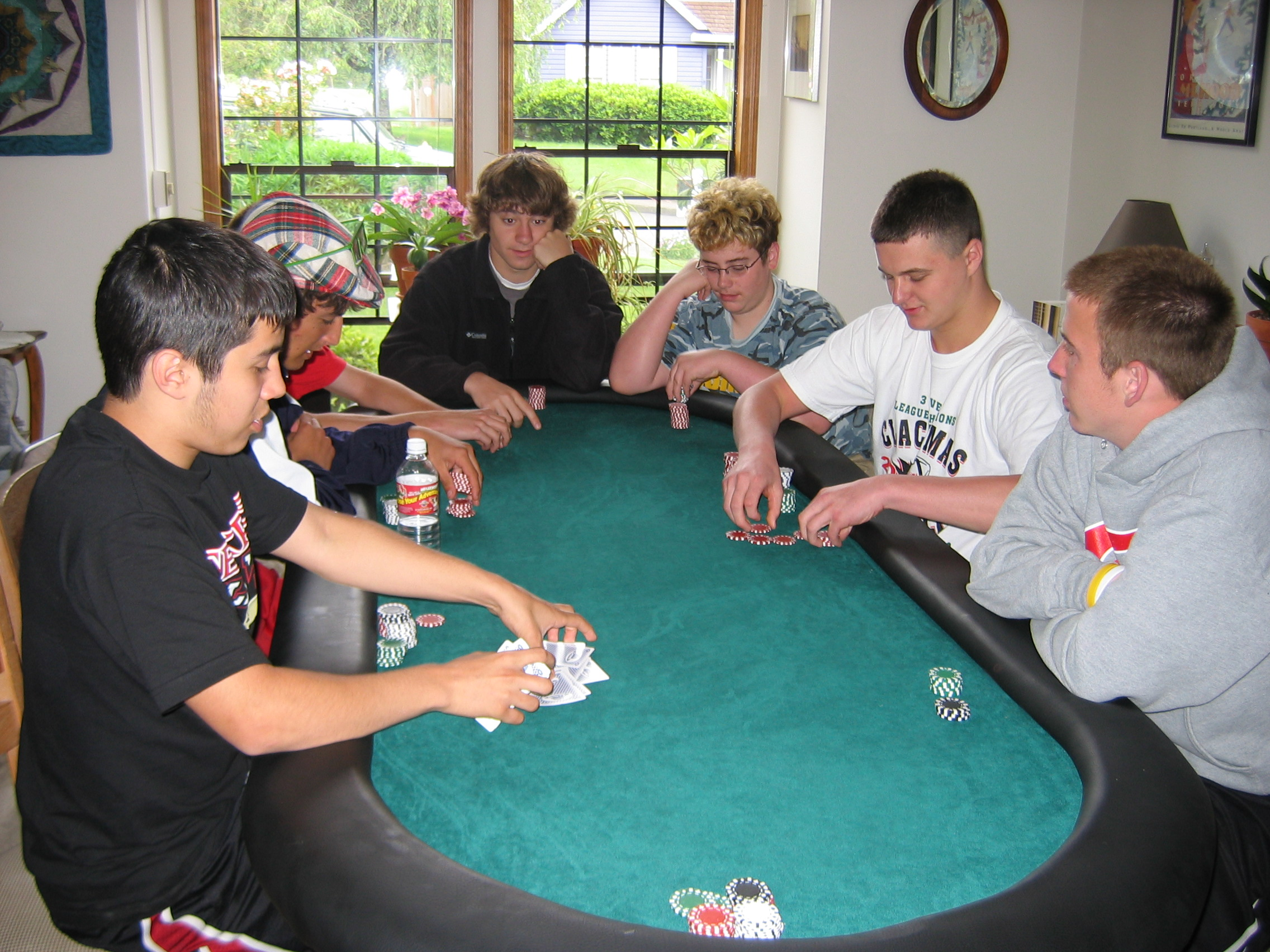
Un torneo de póquer en casa en curso.

Un torneo de póquer es un torneo en el que los ganadores están muy decididos a jugar al póquer, usualmente un estilo particular de este juego. El ganador del torneo suele ser la persona que gana todas las fichas de póquer en el juego y los demás obtienen lugares en función del momento de su eliminación.

## Compras y premios
Para entrar en un torneo típico, un jugador paga una compra y al comienzo del juego le es dado una cierta cantidad de fichas. Los lugares comerciales pueden cobrar unos honorarios separados, o retener una porción pequeña de la compra, como el costo de hacer el acontecimiento. Las fichas del torneo sólo tienen valor nocional; no tienen valor al contado, y sólo las fichas del torneo, y no el dinero, se puede usar durante el juego. Típicamente, la cantidad inicial de las fichas de cada entrante es un múltiplo de la compra. Algunos torneos ofrecen la opción de un re-buy o buy-back; este da a los jugadores la opción de comprar más fichas. En algunos casos, los re-buys son condicionales (por ejemplo, sólo ofrecidos a jugadores que tienen pocas o ningunas fichas) pero en otros están disponibles a todos los jugadores (llamados add-ons). Cuando un jugador no tiene ninguna ficha (y ha agotado o rehusado todas las opciones de re-buy, si están disponibles) es eliminado del torneo.
En la mayoría de los torneos, el número de jugadores en cada mesa es mantenido uniforme por mover los jugadores, o mover un jugador o (como el campo disminuye) tomar una mesa entera fuera del juego y distribuir sus jugadores entre las mesas restantes. Pocos torneos, llamados shoot-outs', no hacen esto, en vez, el último jugador (a veces los últimos dos o más jugadores) en una mesa mueve a una segunda o tercera vuelta, semejante a torneos  de eliminación directa encontrados en otros juegos.
Los premios para ganar usualmente se derivan de las compras, aunque pueden entrar fondos externos también. Por ejemplo, algunos torneos de invitación no tienen compras y fundan sus premios con patrocinios o recibos de los espectadores. (Estos torneos se llaman freerolls.) El juego continúa, en la mayoría de torneos, hasta que todos los jugadores salvo uno son eliminados, aunque en algunas situaciones de torneos, especialmente los torneos informales, los jugadores pueden terminar el juego por consenso.
Los jugadores se posicionan en orden reverso cronológico – la última persona en el juego gana el primer lugar, la penúltima gana segundo lugar, etcétera. Este clasificación de jugadores por eliminación es único entre la mayoría de juegos, y también excluye la posibilidad de un empate para el primer lugar, desde que sólo un jugador deba tener todas las fichas para terminar el torneo. (Los empates son posibles para todos los otros lugares, aunque son raros porque el único punto de desempate es el número de fichas que tienen al comienzo del mano in el cual uno se elimina, y entonces dos personas necesitarían empezar un mano con el mismo número de fichas y serían eliminados en este mismo mano para empatar.)
A veces los torneos terminan por consenso mutual de los jugadores restantes. Por ejemplo, en un juego de $5, con diez personas, pueden ser dos jugadores restantes con $29 y $21, respectivamente, de fichas. En vez de arriesgar perdiendo su ganancia, como ocurría para uno si continúe el juego, estos dos jugadores pueden ser dejado a dividir el premio en proporción a su moneda en-juego (o como se acuerden).
Los premios se conceden a los ganadores en una de dos maneras:
- Fijada: Cada lugar corresponde a un cierto premio. Por ejemplo, un torneo de $20, con diez personas podría conceder $100 al ganador, $60 para el segundo lugar, $40 para tercer lugar, y nada para los lugares inferiores.
- Proporcional: Los premios se determinan según una escala basada en los porcentajes. Los porcentajes se determinan basados en el número de participantes, y aumentará las posiciones ganadores como la participación aumenta. Como regla, aproximadamente un jugador de cada diez ganará dinero.

Estas escalas son muy pesadas en su parte superior, con los tres mejores jugadores usualmente ganando más que los demás de los jugadores pagados.
Los torneos pueden ser abiertos o solo por invitación. El Serie Mundial de Póquer, el Acontecimiento Principal del cual (un torneo No Limit de Texas hold 'em con una de $10.000) se considera como el torneo de póquer más prestigioso, es abierto.
Los torneos de mesas múltiples implican muchos jugadores que juegan simultáneamente en docenes o incluso cientos de mesas. Los torneos de satélite a torneos destacados y caros son la manera en que se puede entrar un acontecimiento sin gastar mucho dinero. Estos tienen compras mucho más pequeños y pueden tener lugar en varios lugares en el país y, más recientemente, en el Internet. Los jugadores en este acontecimiento, en vez de un premio de dinero, ganan sillas al torneo principal, con el número de lugares dependiendo de la participación. Chris Moneymaker, que ganó el Acontecimiento Principal del Serie Mundial de Póquer de 2003 tuvo el dinero para su silla por ganar un torneo en Internet con un buy in de $39. Greg Raymer, el campeón del Serie Mundial de Póquer de 2004, adquirió su silla a través de un torneo en Internet con una de $165.
El opuesto de un torneo de mesas múltiples es un torneo de una mesa, abreviado a menudo a STT (en inglés: Single-Table Tournament). Un número de lugares (típicamente nueve o diez) son alocados a una mesa individua, y tan pronto que el número de jugadores requeridos ha aparecido, las fichas son distribuidos y el juego empieza. Este método de empezar los torneos de una mesa los han causado a ser nombrados torneos sit-and-go (siéntate y vete) porque cuando el número requerido de jugadores se sientan, el torneo va. Sin embargo, los torneos sit-and-go de más de una mesa se están convirtiendo en cada vez más común, especialmente en el póquer en Internet. Un torneo de una mesa efectivamente comporta en la misma manera que la mesa final de un torneo de mesas múltiples, salvo que todos los jugadores empiezan con el mismo número de fichas, y la estructura de apuesta empieza a un nivel mucho menos alto que sería probable en el caso en una mesa final de un torneo de mesas múltiples. Casi invariablemente, los premios fijados son usados.

## Formato de apuesta
Las apuestas, en torneos, pueden tomar una de tres formas:
- En un sistema de apuestas estructurado (Fixed Limit), las apuestas y las subidas se restringen a cantidades específicas, aunque estas cantidades típicamente aumentan durante el torneo. Por ejemplo, en un torneo seven card stud con las apuestas en 10/20, las subidas serían $10 durante los primeras tres vueltas de apuesta, y $20 en las vueltas posteriores.
- La apuesta semi-estructurada provee rangos para subidas permitidas. Usualmente, en este formato, uno no puede subir menos que lo que un jugador previo ha subido. Por ejemplo, si un jugador sube $20, sería ilegal por otro jugador a subir un $5 adicional. Pot limit (límite del bote) es un formato semi-estructurado in el cual las subidas no pueden exceder el tamaño actual del bote. Spread limit (límite compartido) es un formato semi-estructurada en el cual las apuestas (y subidas subsecuentes) deben ser entre una cantidad mínima y máxima.
- La apuesta no estructurada, normalmente llamada No Limit. Mientras ciegas y antes son fijados, los jugadores están libres a apostar lo mucho que quieren, incluso en una vuelta temprana de apuesta. Apostar todas sus fichas (arriesgar su vida en el torneo, si no gana la mano) es jugarlo todo (en inglés go all-in). En los torneos de No Limit, los jugadores a veces tomarán está riesgo incluso temprano en la apuesta; por ejemplo, en algunos torneos de No Limit de Texas Hold 'Em, es común para que los jugadores lo jueguen todo antes del flop.

La estructura de apuesta es uno de los elementos que más define el juego; aunque otros aspectos sean equivalentes, una versión de Fixed Limit y su homólogo No Limit son considerados como juegos muy distintos, porque las estrategias y los estilos de jugar son muy distintos. Por ejemplo, es mucho más fácil hacer un farol en un juego de No Limit, que permite la apuesta agresiva, que en un juego de Fixed Limit. Los juegos No Limit también varían mucho según las proclividades de los jugadores; una estructura de apuesta informal y emergente es desarrollada por las estrategias personales y personalidades de los jugadores. 
Las apuestas de cada vuelta, además de las ciegas y antes, típicamente escalan según el tiempo pasado o el número de manos jugadas.

## Tipos de póquer
Mientras algunos torneos ofrecen una mezcla de juegos, como acontecimientos de H.O.R.S.E. que combinan Texas Hold Em, Omaha, Razz, Stud y Stud Eight or Better (Stud Ocho o Mejor) y acontecimientos de la Elección del Repartidor, en los cuales uno puede elegir desde una carta semejante de juegos, la mayoría de torneos figuran una forma de stud poker o community card poker, como seven-card stud (stud de siete cartas), seven card high-low stud, Omaha Hold 'Em o Texas hold 'em. Los torneos de Texas y Omaha Hold 'Em son comunamente ofrecidos en las formas de Fixed Limit, límite del bote y No Limit.
Los sit and gos son otro tipo específico de un torneo de póquer. Los torneos regulares empiezan a un tiempo programado, y el número de jugadores que son matriculados cuando el tiempo de empieza acerca, es el número de jugadores que constituyen el torneo. Los sit and gos son formados en la misma manera que los torneos regulares, salvo que empiezan cuando una cantidad cierta de jugadores matriculan. Sit and gos estándares usualmente consisten de 2, 6, 9, 10, 12, 18, 24, 27, 36, 45, 90, 100 o 180 jugadores. Sit and gos son formados la misma que los torneos regulares; todos compran al sit and go para la misma cantidad y cada jugador empieza con la misma cantidad de fichas. Cada jugador juega hasta que todas sus fichas se hayan ido. Como cada jugador se va, reciben dinero (o no reciben dinero) según en qué lugar termina. El primer lugar gana lo más dinero, y cada lugar después gana cada vez menos dinero. Distinto de las partidas de círculo, los torneos estándares de sit and go aumentan las ciegas y antes cada sobre 15 minutos en intervalos iguales. An algunos sit and gos, llamados freezeouts, sólo el ganador gana dinero, y recibe todo el dinero de que consistió el sit and go de todas las compras. Las ciegas se quedan iguales durante el sit and go entero, causando personas diestras a ganar a la larga, dado que los jugadores no son forzados a jugar manos mediocros por culpa de ciegas y antes grandes.

## Lugares de torneos
Torneos informales pueden ser organizados por un grupo de amigos; por ejemplo, la mayoría de universidades realizan torneos de póquer. Los casinos y los sitios web de juegos a veces ofrecen torneos diarios.
Sin embargo, estos no son los lugares únicos. Las cruces de póquer ofrecen torneos en el mar. La mayoría de los acontecimientos del Serie Mundial de Póquer de 2005 y 2006 tuvo lugar en el centro de convención en el Hotel Rio en Las Vegas.
Un ejemplo, si 3 finalistas van all in en una serie de torneo, si el líder de fichas gana la ronda dejando a los otros 2 finalistas fuera del torneo se le otorga el segundo lugar al otro competidor que tenga más fichas sin importar que el de menos fichas pudiera tener una mejor mano que el rival, porque no se podría dar el segundo lugar a un jugador que tenga 500 puntos a un jugador que le multiplique la jugada por 4 a al otro jugador que tenía más fichas, el lugar ahí se definiría por el mayor puntaje de puntos que tuviera ya que el primer lugar fue el que tenía ventaja y seguiría el segundo lugar de fichas ya que el tercer lugar de fichas no lo podría superar.

## Torneos importantes
Los dos torneos más grandes y conocidos son el acontecimiento de la Visita Mundial de Póquer y la Serie Mundial de Póquer, que tienen lugar en Las Vegas, Nevada. La Serie Mundial estuvo en ESPN desde 1987 hasta 2020 antes de que CBS Sports se convirtiera en el socio de televisión nacional para 2021 y más allá. Desde 2007, PokerGO se asoció con la WSOP para ofrecer transmisiones en vivo y contenido a pedido.
La Serie Mundial de Póquer de 2005 fue la primera que tuvo lugar fuera de Binion’s Horseshoe Casino, aunque los días finales del acontecimiento ocurrieron en el legendario Benny’s Bullpen. Torneos posteriores han tenido lugar en una de las propiedades de Harrah's Entertainment; desde 2005, el Río ha servido como anfitrión.
Uno de los torneos europeos prestigiosos es la Serie Mundial de Póquer de Europa que empezó en 2007 y es probable que sea patrocinado por Betfair hasta 2011. El ganador inaugural fue Annette Obrestad.
En adición a estos acontecimientos, hay otros torneos importantes durante el año. La Visita Mundial de Póquer emite una serie de torneos abiertos en los Estados Unidos y el Caribe con las compras de $5.000 a $25.000, además de un acontecimiento con una compra de €10.000. Algunos de estos acontecimientos son torneos son distanciados, como la Aventura Caribe de Póquer, pero la mayoría toman lugar en conjunción con una serie de torneos ocurriendo en el casino anfitrión, como la Póquer Clásico de Los Ángeles del Commerce Casino, el Desafío Mundial de Póquer del Grand Sierra y las Leyendas de Póquer de Bicycle Casino.
Atlantic City presenta el Campeonato de Póquer de los Estados Unidos en el casino Trump Taj Mahal, que ha sido emitido por ESPN durante los últimos años.
El torneo en directo principal en África es el Torneo de Póquer de Toda África, presentado por Piggs Peak Casino en Piggs Peak, Suazilandia. 
El Campeonato de Póquer Corona de Australia también conocido como Millones Australianos está convirtiéndose rápidamente en uno de los torneos más grandes del mundo. En el torneo de 2007 (ganado por Gus Hansen, había 747 entrantes y premios que totalizaron AUD$7,47 millones. El acontecimiento ha ganado patrocino por Full Tilt Poker y también es grabado por la emisión por FSN.